# جورجیو برامبیلا
جورجیو برامبیلا (انگلیسی: Giorgio Brambilla؛ زادهٔ ۱۹ سپتامبر ۱۹۸۸ ‏(۳۶ سال)) دوچرخه‌سوار اهل ایتالیا است.
از باشگاه‌هایی که در آن بازی کرده‌است می‌توان به تیم دوچرخه‌سواری سوپر بتن اشاره کرد.